# Pedraza de Campos (kommunhuvudort)
Pedraza de Campos är en kommunhuvudort i Spanien.   Den ligger i provinsen Provincia de Palencia och regionen Kastilien och Leon, i den centrala delen av landet, 190 km nordväst om huvudstaden Madrid. Pedraza de Campos ligger 755 meter över havet och antalet invånare är 116.
Terrängen runt Pedraza de Campos är platt. Runt Pedraza de Campos är det tätbefolkat, med 297 invånare per kvadratkilometer. Närmaste större samhälle är Palencia, 17,7 km öster om Pedraza de Campos. Trakten runt Pedraza de Campos består till största delen av jordbruksmark.